# Tahyna Tozzi

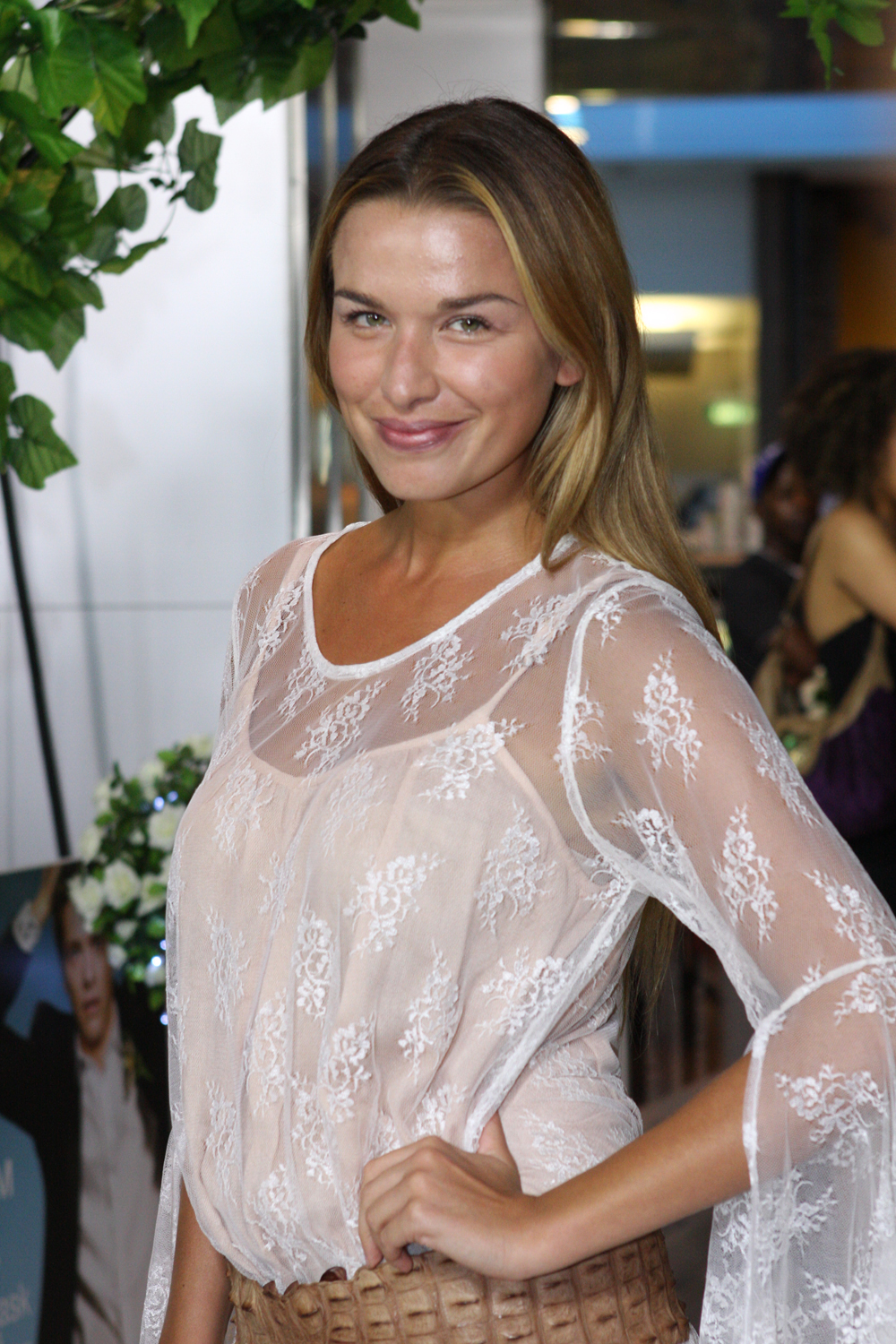
Tahyna Tozzi (2012)

Tahyna Valentina Tozzi (* 24. April 1986 in Cronulla, New South Wales) ist eine australische Schauspielerin, Model und Sängerin.

## Leben
Tozzi wuchs bei ihrem italienischen Vater und ihrer holländischen Mutter zusammen mit ihrer jüngeren Schwester Cheyenne in Cronulla bei Sydney auf. Bereits mit 8 Jahren begann sie zu modeln.
Bekannt wurde sie hauptsächlich durch die Rolle der „Perri Lowe“ in der australischen Jugendserie Blue Water High, in der sie einen der sieben Hauptdarsteller der ersten Staffel verkörpert. Außerdem ist sie bekannt durch die Rolle der „Emma Frost“ in X-Men Origins: Wolverine.
Sie spielt Saxophon, Gitarre, Klavier und Schlagzeug, und ist außerdem auch sportlich tätig: Sie tanzt Ballett, Hip-Hop und hat den Schwarzen Gürtel in Karate.
Sie ist mit dem Tänzer Tristan MacManus verheiratet. Das Paar hat zwei Kinder.

## Filmografie (Auswahl)
- 2005–2006: Blue Water High (Fernsehserie, 27 Folgen)
- 2008: CSI: NY (Fernsehserie, Folge 5x11)
- 2008: The Strip (Fernsehserie, 3 Folgen)
- 2009: X-Men Origins: Wolverine
- 2009: CSI: Den Tätern auf der Spur (CSI: Crime Scene Investigation, Fernsehserie, Folge 10x1)
- 2009: Eleventh Hour – Einsatz in letzter Sekunde (Eleventh Hour, Fernsehserie, Folge 1x17)
- 2009: Beautiful
- 2010: Needle – Deinem Schicksal entkommst du nicht (Needle)
- 2011: Charlie’s Angels (Fernsehserie, Folge 1x03)
- 2014: Julia – Blutige Rache (Julia)
- 2014: The Last Light
- 2014: The Ever After
- 2015: Scary Endings (Fernsehserie, Folge 1x01)
- 2023: Finally Me